# South Orange
El municipio de South Orange (en inglés: South Orange Township) es un municipio ubicado en el condado de Essex en el estado estadounidense de Nueva Jersey. En el año 2010 tenía una población de 16.198 habitantes y una densidad poblacional de 2.188,92 personas por km².

## Geografía
El municipio de South Orange se encuentra ubicado en las coordenadas region:US 40°44′52″N 74°15′32″O / 40.74778, -74.25889.

## Demografía
Según la Oficina del Censo en 2000 los ingresos medios por hogar en el municipio eran de $83,611 y los ingresos medios por familia eran $107,641. Los hombres tenían unos ingresos medios de $61,809 frente a los $42,238 para las mujeres. La renta per cápita para la localidad era de $41,035. Alrededor del 5.3% de la población estaba por debajo del umbral de pobreza.